# Aeroportul Port Hawkesbury
Aeroportul Port Hawkesbury (IATA: YPS, ICAO: CYPD) este un aeroport din Noua Scoție, Canada. Aeroportul a fost tranzitat în 2011 de 0 pasageri.
Situat la o altitudine de 114 m, aeroportul dispune de o singură pistă.